# Robot de serveis
Un robot de serveis és un tipus de robot dissenyat per dur a terme serveis de forma parcialment o totalment autònoma. En aquest context es consideren com a serveis totes les activitats que no contribueixen de forma directa a la producció de béns, sinó a fer feines útils per a persones o institucions.

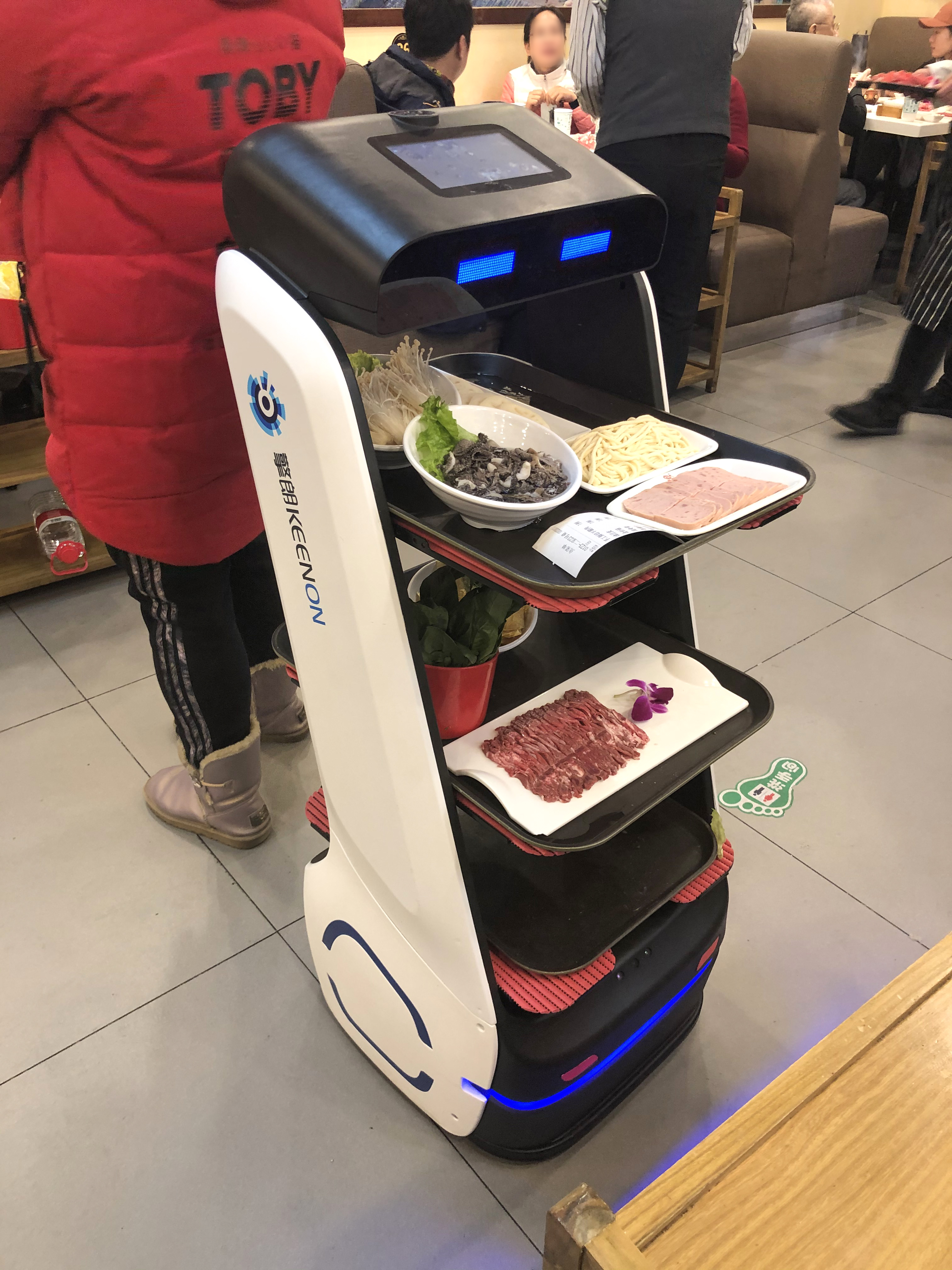
Un robot de serveis, model T5 de l'empresa xinesa Keenon Robotics, atenent uns clients a un restaurant de Beijing l'any 2020.

Els robots de serveis es poden classificar en dos grups: domèstics i professionals. El primer conjunt inclou robots que fan feines de la llar no comercials, com neteja, vigilància, assistència a persones discapacitades entre d'altres. El segon grup està orientat a un ús professional i té un ventall d'aplicacions més ampli, per exemple assistència sanitària, neteja professional, construcció, inspecció, manteniment, transport logístic o servei a la restauració. Tot i aquesta diversitat, els robots de serveis solen tenir certs elements en comú. D'entrada, tenen un programari que s'encarrega de connectar, comunicar i integrar tots els components del robot. En segon lloc disposen d'un sistema de localització, que els permet saber on són i com han d'actuar segons la seva ubicació. Finalment, també han de tenir algun tipus d'interfície humà-robot per comunicar-se amb les persones i rebre encàrrecs.
L'any 2023, la Federació Internacional de Robòtica estimava que s'havien venut uns 205.000 robots de serveis professionals, un 30% més que l'any anterior. La majoria d'aquestes vendes van ser de robots de logística, 113.000 unitats, i d'hostaleria, 54.000 unitats. Per altra banda, l'any 2021, es van vendre uns 19 milions de robots de consum, un 12% més que l'any previ, majoritàriament per neteja de la llar. En general, la indústria dels robots de servei creix ràpidament i s'espera que continuï a l'alça mitjançant noves aplicacions o millora dels sistemes actuals.